# Mieczysław Osika
Mieczysław Osika (ur. 5 października 1951 w Dworkach) – polski górnik i polityk, poseł na Sejm PRL IX kadencji.

## Życiorys
W 1972 ukończył technikum górnicze w Wałbrzychu, uzyskując wykształcenie średnie. Od 1972 pracował w Kopalni Węgla Kamiennego „Manifest Lipcowy”. W 1974 wstąpił do Polskiej Zjednoczonej Partii Robotniczej, w której był członkiem Komitetu Miejskiego, I sekretarzem Oddziałowej Organizacji Partyjnej, a także członkiem egzekutywy Komitetu Zakładowego. Był radnym Miejskiej Rady Narodowej. W latach 1980–1985 pełnił mandat posła na Sejm PRL IX kadencji w okręgu Rybnik. Zasiadał w Komisji Górnictwa i Energetyki oraz w Komisji Rynku Wewnętrznego i Usług.
W latach 90. oraz w wyborach samorządowych w 2002 uzyskiwał mandat radnego miasta Jastrzębie-Zdrój z listy odpowiednio Sojuszu Lewicy Demokratycznej i Sojuszu Lewicy Demokratycznej – Unii Pracy. W 2004 przystąpił do Socjaldemokracji Polskiej i został szefem klubu radnych tej partii. W wyborach samorządowych w 2006 bezskutecznie ubiegał się o reelekcję z ramienia Lewicy i Demokratów.
Otrzymał Srebrny i Brązowy Krzyż Zasługi oraz Medal 40-lecia Polski Ludowej.